# Bungu (Bungkal)
Bungu is een bestuurslaag in het regentschap Ponorogo van de provincie Oost-Java, Indonesië. Bungu telt 971 inwoners (volkstelling 2010).